# 地球近傍小惑星
地球近傍小惑星（ちきゅうきんぼうしょうわくせい）とは、地球に接近する軌道を持つ天体（地球近傍天体、NEO (Near Earth Object)）のうち小惑星のみを指す。英語でNEAs (Near Earth Asteroid) と呼ばれることもある。NASAによると地球に接近するために監視が必要とされるものは約8500個とされる。軌道計算では、これらの小惑星が今後少なくとも100年間は地球に衝突する恐れはないとしている。

## 地球近傍小惑星の起源
地球近傍小惑星の起源は3つあると考えられている。1つ目は、揮発成分を失った短周期彗星であり、いくつかの小惑星にはかすかな尾が観測されている。2つ目は、エッジワース・カイパーベルトである。そして、3つ目は木星との重力の相互作用により小惑星帯から弾き飛ばされた、というものである。

## 地球近傍小惑星の分類
地球に接近する小惑星はその軌道要素からアポロ群、アモール群、アテン群、アティラ群の4つに大別される。
そのため、地球近傍小惑星はアポロ・アモール・アテン型小惑星、AAA天体と呼ばれることもある。
なお、これらは地球や水星、金星、火星などを通過するときに摂動を受けるので軌道が変わりやすく、長期の追跡調査が必要である。実際に発見後、数十年間に渡って行方不明となっていた小惑星が存在する（(719) アルベルト、(29075) 1950 DA、(69230) ヘルメスなど）。
アポロ群とアテン群に分類される小惑星は公転軌道が地球の公転軌道と交叉しており、地球横断小惑星とも呼称される。また、その中でも特に衝突の可能性が高く、なおかつ衝突時に地球に与える影響が大きいと考えられる小惑星は潜在的に危険な小惑星(Potentially Hazardous Asteroid・PHA)と呼ばれている。

### アポロ群
軌道長半径が1天文単位以上で近日点距離1.017天文単位以下の小惑星。1.017天文単位は地球の遠日点距離である。
アポロ群の小惑星の軌道はその半分以上が地球軌道の外側にあり、地球軌道の内側に一時入りこむ小惑星と言える。
アポロ群に属する小惑星としては、(1566) イカルス、(1862) アポロ、(2101) アドニス、(3200) ファエトン、(4179) トータティス、(25143) イトカワ、(69230) ヘルメスなどがある。

### アモール群
軌道長半径が1天文単位以上で近日点距離が1.017天文単位を超え1.3天文単位以下の小惑星。1.3天文単位は火星の近日点（1.381天文単位）より少し内側の距離である。
アモール群の小惑星の軌道は地球の軌道とは交差していないが、火星の軌道より内側に入り込むため地球に接近する。
アポロ群と合わせてアポロ・アモール群と呼ばれることもある。
アモール群に属する小惑星としては、(433) エロス、(719) アルベルト、(1221) アモールなどがある。

### アテン群
軌道長半径が1天文単位以下で遠日点距離0.983天文単位以上の小惑星。0.983天文単位は地球の近日点距離である。
アポロ群とは逆に、アテン群の軌道はその半分以上が地球軌道の内側にあり、地球軌道の外側に一時出る小惑星と言える。
アポロ群、アモール群に比べるとその数は少ない。
アテン群に属する小惑星としては、(2062) アテン、(3753) クルースン、(66391) 1999 KW4などがある。
なお、地球と非常に酷似した軌道を取る小惑星を、アルジュナ群 (Arjuna asteroid) と呼ぶことがある（ただし、"Arjuna"という名の小惑星は21世紀初頭時点では存在しない）。例として、2002 AA29などがある。そのうちのいくつかは、地球から見てまるで衛星のように振舞うことから準衛星 (Quasi-satellite) と呼ばれる。

### アティラ群
軌道長半径が1天文単位以下で遠日点距離0.983天文単位未満の小惑星。0.983天文単位は地球の近日点距離である。
アティラ群の小惑星の軌道は地球の軌道とは交差しておらず、完全に地球の軌道に収まっている。例として、アティラや2020 AV2 などがある。この群に属する小惑星は非常に少ない。

## 地球近傍小惑星の脅威
白亜紀の終わりの地層に発見されたK-Pg境界（白亜紀 - 第三紀境界層）は、巨大な彗星か隕石の衝突によってもたらされたことがわかってきたが、その元として地球近傍小惑星の存在が浮上してきた。
天体の地球への衝突の脅威は、1994年7月16日のシューメーカー・レヴィ第9彗星の木星への衝突により広く知られるようになった。木星へは、地球以上に多くの天体が衝突していると考えられている。
直径1kmほどの小惑星の地球への衝突は100万年に数回、5kmほどの小惑星の衝突は1000万年毎、小天体の衝突は毎月2、3回起こっていると考えられている。
これまでに数回間違った警報が出ているが、多くの小惑星が地球に衝突する危険性があることが知られている。2002年4月、NASAはアポロ群の小惑星 (29075) 1950 DA（直径1.1km）が2880年3月16日に0.3%の確率で地球に衝突すると発表した。この確率は他の小惑星の危険性の1,000倍に当たる。
2004年には、それまでの地球接近記録を更新する2個の小惑星が発見された。3月18日にアテン群の小惑星 2004 FH（直径30m）が地球の表面からの距離4万2740kmまで接近し、3月31日には同じくアテン群の 2004 FU162（直径6m）が同6,350kmまで接近した。
2006年7月3日には、2004 XP14が地球から約42万kmの位置を通過した。
2008年10月7日には、2008 TC3が発見からわずか20時間で大気圏に突入し、スーダン上空での爆発が人工衛星から確認された。その後、多数の破片が落下現場から隕石として回収された。
2010年9月8日には、共にアテン群の 2010 RX30(直径12m)、2010 RF12（直径7m）が発見から3日後に地球からそれぞれ24万8000kmおよび7万9000kmの位置を通過した。そのうち 2010 RX30は日本上空を通過している。 
2011年2月4日には、2011 CQ1(直径1.3m)が、地球表面からわずか5,480kmの位置を通過し、衝突しなかった小惑星の接近最短距離を更新した。あまりにも近くを通過したため、地球の重力によって 2011 CQ1の軌道は60度も折れ曲がった。
2011年11月8日から9日にかけて、2005 YU55が、地球から32万5000kmのところを通過した。2005 YU55は直径400mもあり、これほどのサイズの小惑星が接近するのは観測史上初めてである。
世界時2013年2月15日(日本時間16日)には、2012 DA14(直径45m)が人工衛星の静止軌道よりも内側の、地球表面から2万7700kmの位置を通過した。
更に2019年7月25日1:22(日本時間10:22)には、2019 OK(直径推定130m)が地球と月の距離の5分の1以下である、地球表面から7万2400kmの位置を通過した。この天体は、通過する直前である7月24日にブラジルのソニア天文台で初めて発見された。
このように、地球近傍小惑星はその軌道によっては地球に衝突する可能性も考えられる。小さな小惑星の衝突でも甚大な被害が予測されることから、これらの小惑星を発見し監視するためのプロジェクトが世界各地で行われている。しかし全ての地球近傍小惑星を把握し観測する事は難しく、通過間近で発見される地球近傍小惑星も少なくはない。

## 地球近傍小惑星の探査・観測
宇宙探査機による近接探査（小惑星#探査の歴史も参照）。
- (433) エロス：2000年2月にNEARシューメーカーが周回軌道に入り、2001年2月に着陸した。地球近傍小惑星を訪れた最初の探査機である。
- (4179) トータティス：2012年12月に、中国の嫦娥2号が観測を行った。
- (25143) イトカワ：2005年9月から12月にかけてはやぶさが探査を行い、サンプル採取を試みた。はやぶさは2010年6月13日に大気圏再突入し、サンプルを収めたカプセルは無事に着陸。同年11月16日までにカプセル内から回収された岩石質の微粒子約1,500個の大半がイトカワ由来のものであると判明した。微粒子の回収と分析は現在も進められている[1]。

地上からのレーダー観測
- (4179) トータティス：1992年12月。
- (6489) ゴレブカ：1995年6月。
- ほかに多数の地球近傍小惑星がレーダー観測されており、衛星発見などの成果を挙げている。